# Luis Blasco y Sancho
Luis Blasco y Sancho (Onteniente, ? - 1629), fue un gentilhombre de boca de Alberto de Austria (hijo del emperador Maximiliano II) y Consejero de capa y espada del Consejo de Aragón, nombrado por Felipe IV.
Había servido al rey Felipe IV en calidad de Secretario del Consejo de Aragón para los asuntos relacionados con la Orden de Montesa (1622) (había cuatro secretarios, a saber: para la mencionada Orden, para Cataluña, para Valencia y para Cerdeña), de la que era caballero desde 1583. A raíz de su trabajo como Secretario, fue designado miembro del Consejo el 14 de octubre de 1623.